# Don Manning
Donald „Don“ Manning (* 5. April 1927 in Portland (Oregon); † 9. September 2014) war ein US-amerikanischer Jazz-Musiker (Schlagzeug) und Rundfunkmoderator, der sich auch als Schallplattensammler und Jazzhistoriker betätigte.

## Leben und Wirken
Manning besuchte die Highschool in Seattle, wo er in der Schulband und in einer eigenen Band spielte. Mit 18 Jahren zog er nach New York City und war in der dortigen, von Swing und Bebop beeinflussten Jazzszene aktiv. Unter anderem war er Mitglied des Bigbands von Ted Fiorito und Claude Thornhill sowie der Bands von Gene Roland (The Band That Never Was, 1950, u. a. mit Charlie Parker und Don Byas) und Charlie Barnet (1957), mit denen auch Aufnahmen entstanden. Anschließend lebte er in Lake Tahoe und in Ketchum (Idaho), wo er in der Hap Miller Band spielte. 1958 hatte er ein eigenes Trio, in dem der junge Bassist Ron Carter spielte. Nach seiner Rückkehr nach Portland wurde er vor allem als Rundfunkmoderator bekannt, als er für den lokalen Sender KBOO FM arbeitete und über 27 Jahre die Don Manning Jazz Show präsentierte. Er interviewte in seiner Sendung Jazzgrößen wie Clifford Brown, Dizzy Gillespie und Thelonious Monk. Daneben schrieb er das Erinnerungsbuch Swing High über seine Tourneen in der Swingära, das bislang unveröffentlicht blieb.